# 11e étape du Tour de France 1994
Pour un article plus général, voir Tour de France 1994.
La 11e étape du Tour de France 1994 a lieu le 13 juillet 1994 entre la ville de Cahors et la station de sports d'hiver d'Hautacam (commune de Beaucens) sur une distance de 263,5 km. Elle est remportée par Luc Leblanc.

## Parcours
Deuxième étape la plus longue de ce Tour de France, elle est aussi la première de haute montagne, avec une arrivée inédite dans la station d'Hautacam, créée en 1972 et pour la première fois au programme des coureurs du Tour. Le parcours, avant d'arriver au pied de l'ascension finale, est globalement plat : partant de Cahors, il traverse le piémont pyrénéen via les départements du Lot, du Tarn-et-Garonne et  du Gers, avant l'arrivée dans les Hautes-Pyrénées. Classée hors-catégorie, l'ascension d'Hautacam est la première grande difficulté du Tour. Durant l'étape, elle est précédée de deux côtes classées en 4e catégorie. Enfin, deux sprints intermédiaires sont disputés à Auléry (lieu-dit de la commune de Lauzerte) et à Lourdes.

## La course
Après une première tentative d'échappée menée par Thierry Marie, mais vite reprise par le peloton, la course reste calme jusqu'au 137e kilomètre, juste ponctuée par l'abandon de Christopher Boardman au ravitaillement de Fleurance. Un groupe de cinq coureurs se détache alors, avec Massimo Ghirotto, Emmanuel Magnien, Stephen Swart, Rolf Jaermann et Erik Dekker. L'échappée compte plus de six minutes d'avance, avant de voir son avantage se réduire rapidement sous l'impulsion du peloton, mené par les équipes Banesto et ONCE. Au pied d'Hautacam, leur avance est minime, et les échappés sont revus un-à-un dans le premier kilomètre d'ascension.
Vainqueur de deux étapes lors du Tour d'Italie quelques semaines plus tôt, Marco Pantani attaque à onze kilomètres du sommet. Dans le même temps, plusieurs coureurs connaissent des difficultés, à l'instar des Italiens Gianni Bugno et Claudio Chiappucci, victime de vomissements et qui ne prendra pas le départ de l'étape suivante. À six kilomètres de l'arrivée, les Banesto accélèrent l'allure, et provoquent la défaillance de Tony Rominger, lui aussi malade, qui reste second du général à l'arrivée, mais concède plus de deux minutes supplémentaires. Miguel Indurain en profite et décroche ses adversaires un à un, à l'exception de Luc Leblanc. Les deux hommes reviennent sur Pantani à deux kilomètres du sommet, puis le lâchent. Après plusieurs attaques, Leblanc réussit à se détacher dans les derniers mètres de l'ascension, et s'offre la première victoire d'étape de sa carrière sur le Tour, relançant une carrière jusque-là en dents de scie.
Deuxième de l'étape, Miguel Indurain fait un grand pas vers un quatrième succès dans le Tour, semblant au-dessus de ses principaux adversaires, tous désormais relégués à plus de quatre minutes. Le quatrième du classement général, Piotr Ugrumov, accuse lui plus de huit minutes de débours.

## Classement de l'étape
| Classement de la 11e étape | Classement de la 11e étape | Classement de la 11e étape | Classement de la 11e étape | Classement de la 11e étape |
|                            | Coureur                    | Pays                       | Équipe                     | Temps                      |
| -------------------------- | -------------------------- | -------------------------- | -------------------------- | -------------------------- |
| 1er                        | Luc Leblanc                | France                     | Festina-Lotus              | en 6 h 58 min 4 s          |
| 2e                         | Miguel Indurain            | Espagne                    | Banesto                    | + 2 s                      |
| 3e                         | Marco Pantani              | Italie                     | Carrera-Tassoni            | + 18 s                     |
| 4e                         | Richard Virenque           | France                     | Festina-Lotus              | + 56 s                     |
| 5e                         | Armand de Las Cuevas       | France                     | Castorama                  | + 58 s                     |
| 6e                         | Pavel Tonkov               | Russie                     | Lampre-Panaria             | + 1 min 26 s               |
| 7e                         | Piotr Ugrumov              | Lettonie                   | Gewiss-Ballan              | + 1 min 26 s               |
| 8e                         | Enrico Zaina               | Italie                     | Gewiss-Ballan              | + 1 min 36 s               |
| 9e                         | Roberto Conti              | Italie                     | Lampre-Panaria             | + 1 min 46 s               |
| 10e                        | Laudelino Cubino           | Espagne                    | Kelme-Avianca-Gios         | + 1 min 50 s               |
| modifier                   |                            |                            |                            |                            |

## Classement général
| Classement général après la 11e étape | Classement général après la 11e étape | Classement général après la 11e étape | Classement général après la 11e étape | Classement général après la 11e étape |
|                                       | Coureur                               | Pays                                  | Équipe                                | Temps                                 |
| ------------------------------------- | ------------------------------------- | ------------------------------------- | ------------------------------------- | ------------------------------------- |
| 1er                                   | Miguel Indurain                       | Espagne                               | Banesto                               | en 51 h 47 min 25 s                   |
| 2e                                    | Tony Rominger                         | Suisse                                | Mapei-CLAS                            | + 4 min 47 s                          |
| 3e                                    | Armand de Las Cuevas                  | France                                | Castorama                             | + 5 min 36 s                          |
| 4e                                    | Piotr Ugrumov                         | Lettonie                              | Gewiss-Ballan                         | + 8 min 32 s                          |
| 5e                                    | Luc Leblanc                           | France                                | Festina-Lotus                         | + 8 min 35 s                          |
| 6e                                    | Bjarne Riis                           | Danemark                              | Gewiss-Ballan                         | + 6 min 30 s                          |
| 7e                                    | Gianluca Bortolami                    | Italie                                | Mapei-CLAS                            | + 9 min 14 s                          |
| 8e                                    | Abraham Olano                         | Espagne                               | Mapei-CLAS                            | + 9 min 20 s                          |
| 9e                                    | Thomas Davy                           | France                                | Castorama                             | + 9 min 46 s                          |
| 10e                                   | Enrico Zaina                          | Italie                                | Gewiss-Ballan                         | + 11 min 15 s                         |
| modifier                              |                                       |                                       |                                       |                                       |

## Classements annexes

### Classement par points
| Classement par points | Classement par points    | Classement par points | Classement par points   | Classement par points |
| --------------------- | ------------------------ | --------------------- | ----------------------- | --------------------- |
|                       | Coureur                  | Pays                  | Équipe                  | Point(s)              |
| 1er                   | Djamolidine Abdoujaparov | Ouzbékistan           | Polti-Vaporetto         | 223 points            |
| 2e                    | Silvio Martinello        | Italie                | Mercatone Uno-Medeghini | 179 pts               |
| 3e                    | Emmanuel Magnien         | France                | Castorama               | 149 pts               |
| modifier              |                          |                       |                         |                       |

### Classement du meilleur grimpeur
| Classement du meilleur grimpeur | Classement du meilleur grimpeur | Classement du meilleur grimpeur | Classement du meilleur grimpeur | Classement du meilleur grimpeur |
| ------------------------------- | ------------------------------- | ------------------------------- | ------------------------------- | ------------------------------- |
|                                 | Coureur                         | Pays                            | Équipe                          | Point(s)                        |
| 1er                             | Peter De Clercq                 | Belgique                        | Lotto-Caloi                     | 61 points                       |
| 2e                              | Luc Leblanc                     | France                          | Festina-Lotus                   | 46 pts                          |
| 3e                              | Miguel Indurain                 | Espagne                         | Banesto                         | 36 pts                          |
| modifier                        |                                 |                                 |                                 |                                 |

### Classement du meilleur jeune
| Classement général du meilleur jeune | Classement général du meilleur jeune | Classement général du meilleur jeune | Classement général du meilleur jeune | Classement général du meilleur jeune |
|                                      | Coureur                              | Pays                                 | Équipe                               | Temps                                |
| ------------------------------------ | ------------------------------------ | ------------------------------------ | ------------------------------------ | ------------------------------------ |
| 1er                                  | Abraham Olano                        | Espagne                              | Mapei-CLAS                           | en 51 h 56 min 45 s                  |
| 2e                                   | Pavel Tonkov                         | Russie                               | Lampre-Panaria                       | + 2 min 55 s                         |
| 3e                                   | Andrea Peron                         | Italie                               | Polti-Vaporetto                      | + 3 min 51 s                         |
| modifier                             |                                      |                                      |                                      |                                      |

### Classement par équipes
| Classement par équipes | Classement par équipes | Classement par équipes | Classement par équipes |
|                        | Équipe                 | Pays                   | Temps                  |
| ---------------------- | ---------------------- | ---------------------- | ---------------------- |
| 1re                    | Mapei-CLAS             | Italie                 | en 155 h 45 min 59 s   |
| 2e                     | Banesto                | Espagne                | + 1 min 11 s           |
| 3e                     | Castorama              | France                 | + 1 min 34 s           |
| modifier               |                        |                        |                        |